# U艇战斗章
U艇战斗章（德語：U-Boots-Kriegsabzeichen）最初源自第一次世界大战时的1918年，当时是奖励给进行了三次战斗巡逻的潜艇乘组人员。通常佩戴在制服左胸口的下方。到1939年时，纳粹德国海军又重新启用这种奖章，不过图案有所变化。二战时获得这种奖章需要进行两次战斗巡逻，然而每次巡逻的时间可能长达数周。有些比较成功地指挥官在进行了一次战斗巡逻后就获得了这枚奖章。1941年后，还出现了一种带有钻石的U艇战斗章，它通常奖给获得橡叶骑士铁十字勋章的指挥官。